# 根本誠
根本 誠（ねもと まこと、1906年11月16日 - 1976年1月2日）は、東洋史学者。中国法制史が専門だった。

## 経歴
東京生まれ。1933年早稲田大学文学部卒業。1934年安田商工業学校教員、1942年早稲田大学文学部講師、1946年助教授、1951年教授。その後、創価大学教授を務めた。
1976年1月2日、心不全のため東京都練馬区の小山病院にて死去。

## 著書
- 『上代支那法制の研究 刑事編』有斐閣　1939
- 『上代支那法制の研究 行政篇』有斐閣 1941
- 『中国歴史理念の根源』生活社 1943
- 『東洋史概説』法文社 1948
- 『専制社会における抵抗精神 中国的隠逸の研究』創元社 1952
- 『中国の中世』福村書店 アジアの歴史文庫 1952
- 『専制中国とその法思想の特質』稲門堂 1956
- 『中国の専制思想と中共の政治体制の関連』現代アジア社会思想研究会 1965
- 『中国古典思想の研究』現代アジア出版会 1971
- 『中国伝統社会とその法思想』東洋哲学研究所 1978

### 共著
- 『要約世界史 改訂版』五十嵐久仁平共著 旺文社 1959
- 『中国-歴史意識と階級闘争』古賀登、小林多加士共著 現代アジア出版会 現代アジア叢書 1968
- 『古典を語る』対談:池田大作 潮出版社 1975　のち聖教文庫、『池田大作全集』第16巻(1997年9月1日聖教新聞社刊)